# Филипс (Оклахома)
Филипс (енгл. Phillips) град је у америчкој савезној држави Оклахома.

## Демографија
По попису из 2010. године број становника је 135, што је 15 (-10,0%) становника мање него 2000. године.
| Група             | 2000.      | 2010.      |
| Белци             | 97 (64,7%) | 81 (60,0%) |
| Афроамериканци    | 0 (0,0%)   | 0 (0,0%)   |
| Азијати           | 0 (0,0%)   | 0 (0,0%)   |
| Хиспаноамериканци | 1 (0,7%)   | 8 (5,9%)   |
| Укупно            | 150        | 135        |